# مواب (یوتا)
مواب (به انگلیسی: Moab) شهری در ایالت یوتا کشور ایالات متحده آمریکا است که جمعیت آن در سرشماری سال ۲۰۱۰ میلادی، ۵٬۰۴۶ نفر بوده‌است.